# پتروفیزیک
پتروفیزیک (Petrophysics) (از واژه‌های یونانی پترا به معنی سنگ و فیزیک به معنی طبیعت) علم مطالعهٔ خواص فیزیکی و شیمیایی سنگ و ارتباط آن با سیالات است.
یک کاربرد اصلی پتروفیزیک، مطالعهٔ مخازن هیدروکربنی است. پتروفیزیسیستها بکار گرفته می‌شوند تا به مهندسین مخزن و زمین شناسان در مطالعهٔ ویژگی‌های سنگ مخزن کمک کنند. یکی از این ویژگی‌های مهم، نحوهٔ اتصال حفره‌های کوچک درون سنگ است که انباشتگی و انتقال سیالات هیدروکربنی را کنترل می‌کند. سنگ‌شناسی، پوکی، اشباع آب، تراوایی و چگالی، بعضی از ویژگی‌های کلیدی بررسی شده در پتروفیزیک هستند. یکی از جنبه‌های کلیدی پتروفیزیک، اندازه‌گیری و ارزیابی این ویژگی‌های سنگ با نمودار گیری و مغزه گیری است. در نمودار گیری یک رشته ابزار اندازه‌گیری را وارد چاه می‌کنند. در مغزه گیری نمونه‌هایی از سنگ را از اعماق چاه به سطح زمین می‌آورند. این بررسی‌ها سپس با بررسی‌های زمین‌شناسی، ژئوفیزیکی و مهندسی مخزن ترکیب می‌شود تا تصویر کاملی از مخزن بدست دهد. اکثر پتروفیزیسیستها در صنعت نفت و گاز کار می‌کنند اما بعضی از آن‌ها در صنایع معدن و ذخایر آب فعالیت دارند. ویژگی‌های مورد اندازه‌گیری به سه دسته تقسیم می‌شوند: ویژگی‌های پتروفیزیکی متداول، ویژگی‌های مکانیک سنگی و ویژگی‌های کیفیت سنگ معدن.
بررسی‌های پتروفیزیکی در مهندسی نفت، زمین‌شناسی، کانی شناسی، ژئوفیزیک اکتشافی و دیگر بررسی‌های مرتبط کاربرد دارد.
ویژگیهای پتروفیزیکی متداول
اکثر پتروفیزیسیستها بکار گرفته می‌شوند تا ویژگی‌های پتروفیزیکی متداول (یا مخزنی) را محاسبه کنند که شامل این موارد است:
سنگ‌شناسی: توصیفی از شاخصه‌های فیزیکی سنگ مانند اندازه دانه، ترکیب و بافت. با بررسی سنگ‌شناسی برونزدهای زمین‌شناسی محلی و نمونه‌های مغزه، دانشمندان علوم زمین می‌توانند از ترکیبی از نمودارها مانند گاما، نوترون، چگالی و مقاومت الکتریکی برای تعیین سنگ‌شناسی اعماق چاه استفاده کنند.
پوکی: درصد حجم معینی از سنگ که فضای منافذ است و بنابراین می‌تواند حاوی سیالات باشد. پوکی معمولاً با استفاده از داده‌های ابزارهایی صورت می‌گیرد که می‌تواند واکنش سنگ به شلیک ذرات نوترون یا پرتوهای گاما را اندازه بگیرد و همچنین می‌تواند از نمودارهای صوتی و رزونانس مغناطیسی هسته‌ای (NMR) بدست آید.
ویژگیهای مکانیک سنگی
بعضی پتروفیزیسیستها از اندازه‌گیری‌های صوتی و چگالی سنگ برای محاسبهٔ ویژگی‌های مکانیکی و مقاومت سنگ استفاده می‌کنند. آن‌ها سرعت موج فشاری (P) و موج برشی (S) را در سنگ اندازه می‌گیرند و از آن‌ها به همراه چگالی سنگ برای محاسبهٔ مقاومت فشاری سنگ و انعطاف‌پذیری آن استفاده می‌کنند. مقاومت فشاری سنگ همان تنش فشاری و انعطاف‌پذیری سنگ همان رابطهٔ میان تنش و تغییر شکل است. از آنالیزهای امواج و بررسی تبدیل آن‌ها به یکدیگر نیز برای تعیین سنگ‌شناسی زیر سطحی و پوکی استفاده می‌شود.
این اندازه‌گیری‌ها برای تعیین برنامهٔ حفاری چاه‌های تولید‌کنندهٔ نفت و گاز مورد استفاده قرار می‌گیرند. از این اندازه‌گیری‌ها همچنین برای طراحی سدها، راه‌ها، پی سازی ساختمان‌ها و بسیاری از پروژه‌های ساختمانی بزرگ استفاده می‌شود. همچنین از آن‌ها می‌توان برای تفسیر موجهای مصنوعی یا طبیعی در لرزه‌نگاری استفاده کرد.
کیفیت سنگ معدن
چاه‌هایی می‌تواند درون تودهٔ سنگ معدن (مانند لایه‌های زغالسنگ یا سنگ معدن طلا) حفاری شود و نمونه‌هایی از سنگ برای تعیین کیفیت سنگ معدن یا زغالسنگ برداشته شود. همچنین ممکن است برای تعیین کیفیت سنگ معدن از ابزار نمودار گیری و ایرلاین استفاده شود. بعضی از پتروفیزیسیستها اینگونه اطلاعات را تحلیل می‌کنند. از این اطلاعات برای تهیهٔ طرحهای توسعه معدن استفاده می‌شود.